# Ladislav Špaček
Ladislav Špaček (* 17. srpna 1949 Ostrava) je český spisovatel, televizní novinář a moderátor, pedagog, popularizátor společenské etikety, bývalý tiskový mluvčí prezidenta Václava Havla, otec režiséra Radima Špačka.

## Život
Vystudoval Pedagogickou fakultu v Ostravě a Filozofickou fakultu Univerzity Karlovy v Praze. Později na pražské univerzitě též vyučoval, a to historický vývoj české gramatiky. V letech 1988–1989 byl členem Komunistické strany Československa. Zdůvodňoval to zpětně v listu Mladá fronta DNES jako nutnost, aby si udržel místo učitele češtiny na Univerzitě Karlově.
Poté působil jako novinář ve zpravodajství Československé televize (1990–1992) a jako mluvčí prezidenta republiky Václava Havla (1992–2003), kdy na tomto postu vystřídal Michaela Žantovského. Je znám i pro svou propagaci společenské etikety, o níž napsal i několik knih.
V roce 2013 se vyznal z podpory pravicových stran, a to TOP 09 a ODS. Před druhým kolem prezidentských voleb v roce 2018 zkritizoval průběh televizního duelu mezi Jiřím Drahošem a Milošem Zemanem. Negativně se také vyjádřil o principu přímé volby hlavy státu.
Pořádá přednášky o společenské etiketě, komunikaci s médii apod. Spolu s dalším bývalým členem redakce zpravodajství Československé televize Petrem Studenovským a dalšími dvěma kolegy založil agenturu FreeCom Group. Ve spolupráci s touto společností připravil například televizní pořad Etiketa.
Pravidelně se účastní akcí o TGM v Kopřivnici, které pořádá Masarykovo demokratické hnutí.
Ladislav Špaček je ženatý s manželkou Evou (bývalá zástupkyně ředitele v základní škole Brána jazyků), s níž má dvě děti, syna Radima (působí jako filmový režisér) a dceru Dariu (pracuje jako filmová produkční).

## Literární dílo
Ladislav Špaček je autorem těchto knižních děl:
- Velká kniha etikety, ISBN 80-204-1333-2
- Nová velká kniha etikety, ISBN 978-80-204-1954-5
- Špaček v porcelánu, ISBN 80-00-01730-X
- Deset let s Václavem Havlem, ISBN 978-80-204-2651-2
- Komiksová etiketa, ISBN 978-80-260-0799-9
- Tereza : etiketa pro dívky, ISBN 978-80-204-3259-9

V roce 2018 načetl audioknihu Rokovy výlety do historie - Etiketa pro školáky (vydala Audiotéka).